# Картофельшмаррн

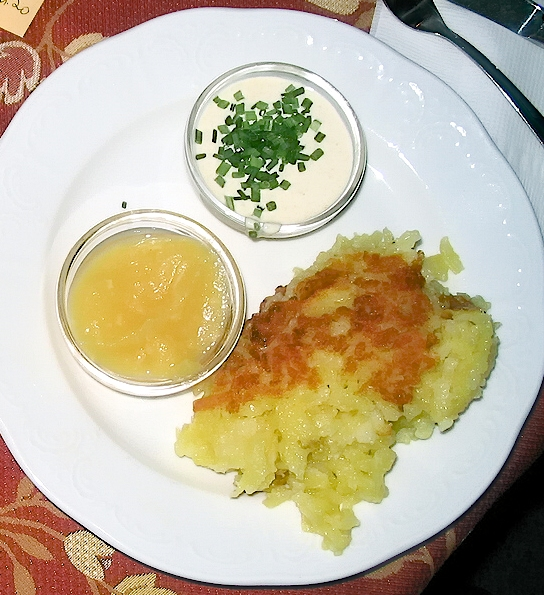
Картофельшмаррн, сервированный с апфелькреном и луковым соусом

Карто́фельшмаррн (картофельный шмаррн нем. Kartoffelschmarrn, в Австрии э́рдепфельшмаррн нем. Erdäpfelschmarrn) — мельшпайзе на основе картофеля в нижнебаварской, верхнепфальцской и австрийской кухнях. Кайзершмаррн преимущественно сервируют гарниром к мясным блюдам, но также самостоятельным вторым блюдом — с овощами, соусом или апфельмусом — или десертом — с добавлением молотых орехов, изюма, рома и под сахарной пудрой.
Для приготовления картофельного шмаррна отваренный накануне картофель в мундире очищают от кожуры и измельчают на тёрке или картофелемялкой, солят и смешивают с мукой до получения комковатой массы как для кондитерской крошки. Полученную смесь обжаривают на сковороде на топлёном или растительном масле до хрустящей золотистой корочки, попутно измельчая массу на удобные для еды кусочки. В более изящных рецептах в обжариваемую массу помимо муки и соли добавляют взбитые по отдельности яичный желток и белок, перец, мускатный цвет и мелко рубленный и предварительно обжаренный репчатый лук.
В общем смысле шмаррн по-немецки означает «пустяк», «чепуха», нечто малозначимое или малоценное, а в гастрономии указывает на обычно десертное блюдо, которое подают грубо «разорванным», «раздёрганным» на кусочки произвольной формы. «Императорский» кайзершмаррн в австрийской кухне представляет собой нечто среднее между сладким омлетом и блинчиками, разделёнными ещё на сковороде на небольшие кусочки, существуют также рецепты шмаррна на белой булке или заваренной с корицей манной крупе.